# Strijkkwartet nr. 9 (Holmboe)
Vagn Holmboe voltooide zijn Strijkkwartet nr. 9 in 1966; hij reviseerde het in 1969. 
Holmboe componeerde zijn negende genummerde strijkkwartet vrijwel direct na het voltooien van Strijkkwartetten nrs. 7 en 8. Volgens zijn lijst aan opusnummers zitten er vier composities tussen, de later samengestelde chronologische lijst vermeldt slechts twee. Ten opzichte van strijkkwartet nr. 8 heeft Holmboe de tempi omgedraaid naar de volgorde langzaam-snel-langzaam-snel-langzaam. Het boekwerkje van Dacapo verwijst bij dit werk alleen naar voorbeeld Carl Nielsen. Deel 1 (Andante determinato) begint met een dalende lijn, die later een inversie krijgt naar een stijgende lijn. Die laatste wordt voortgezet in het snellere deel 2 (Con vivezza). Deel 3, weer langzaam (Adagio), laat ook die stijgende notenreeks horen. Deel 4 wordt gezien als het scherzo in het snelle tempo Vivace. Het vijfde deel (Andante tranquillo) grijpt terug op deel3 en sterft langzaam uit naar pianissimo met flageolettonen en pizzicato.
De eerste uitvoering werd verricht door het Novák Kwartet
Bij de uitgave voor Dacapo Records in 1997 werd vermeld dat de strijkkwartetten na die van Carl Nielsen gezien werden als belangrijke strijkkwartetten binnen de Deense klassieke muziek. Desalniettemin bleven die opnemen zeker tot 2020 de enige opnamen. 
Strijkkwartet nr. 1 · Strijkkwartet nr. 2 · Strijkkwartet nr. 3 · Strijkkwartet nr. 4 · Strijkkwartet nr. 5 · Strijkkwartet nr. 6 · Strijkkwartet nr. 7 · Strijkkwartet nr. 8 · Strijkkwartet nr. 9 · Strijkkwartet nr. 10 · Strijkkwartet nr. 11 · Strijkkwartet nr. 12 · Strijkkwartet nr. 13 · Strijkkwartet nr. 14 · Strijkkwartet nr. 15 · Strijkkwartet nr. 16 · Strijkkwartet nr. 17 · Strijkkwartet nr. 18 · Strijkkwartet nr. 19 · Strijkkwartet nr. 20
Ongenummerd: Sværm · Quartetto sereno